# Hygrotus nubilus
Hygrotus nubilus is een keversoort uit de familie waterroofkevers (Dytiscidae). De wetenschappelijke naam van de soort is voor het eerst geldig gepubliceerd in 1855 door LeConte.